# Lymantria monacha
Lymantria monacha là một loài côn trùng trong họ Erebidae. Loài này được Linnaeus miêu tả khoa học đầu tiên năm 1758.
Đây là loài gây hại của các cây trong chi Pinus, phát triển phổ biến ở Litva.